# Josef Krejčík (politik)
Josef Krejčík (1. března 1855 Svojšice – 6. února 1913 Praha) byl rakouský a český podnikatel, majitel sochařského a řezbářského závodu a politik, na přelomu 19. a 20. století poslanec Českého zemského sněmu.

## Biografie

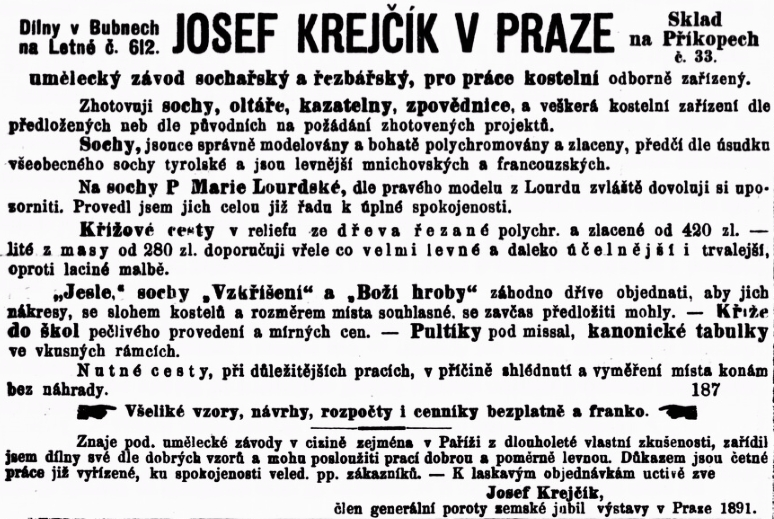
Reklama Krejčíka v časopise z roku 1893.

Narodil se jako nemanželský syn truhláře Karla Krejčíka a Josefy Kratochvílové ve Svojšicích. Vystudoval průmyslovou školu v Mladé Boleslavi a působil jako řezbář. Pobýval na praxi v západní Evropě (Německo, Holandsko, Belgie, Francie). V Paříži se roku 1880 oženil s Terezií Fričovou (1854-1899). Od roku 1880 podnikal v Praze, kde si založil sochařskou a řezbářskou firmu. Sídlila v tehdejší Praze VII Bubnech, v domě čp. 501, později v domě čp. 612 (dnes ulice Milady Horákové), který má v průčelí sgrafita s výjevy řemesel podle Mikoláše Alše. Prodejna pro zákazníky a sklad zboží byla v centru města, Na Příkopech v domě číslo 33. Jeho podnik nabízel široký sortiment výrobků včetně soch, křížů, kostelních oltářů, rámů, betlémů a nábytku, včetně restaurování. Řada jeho výrobků se dostala také do Ameriky. V roce 1887 získal čestný diplom Spolku architektů a inženýrů pro Království české. V roce 1881 působil Krejčík i jako redaktor Hlasů řemeslnických (toto periodikum ovšem brzy zaniklo) a přispíval do Průmyslových listů. Podílel se na organizování Jubilejní zemské výstavy v Praze roku 1891 a Národopisné výstavy českoslovanské v Praze roku 1895.
Od roku 1893 zasedal v pražské obchodní a živnostenské komoře. V 90. letech 19. století se zapojil i do zemské politiky. Ve volbách v roce 1895 byl zvolen v kurii obchodních a živnostenských komor (volební obvod Praha) do Českého zemského sněmu. Politicky patřil k mladočeské straně. Uspěl zde i ve volbách v roce 1901 a volbách v roce 1908. Na sněmu se zaměřoval na témata související s podnikáním a zájmy řemeslnictva. Byl členem výkonného výboru mladočeské strany.
Zemřel v únoru 1913 po krátké nemoci.

## Rodina
Synové Karel (* 1884) a Jiří (* 1890), absolvent umělecko-průmyslové školy ve Valašském Meziříčí, pokračovali ve vedení firmy.
Josefovým bratrem byl ilustrátor Karel Krejčík.

## Dílo
Krejčíkova díla se dochovala v Čechách, na Moravě a ve Slezsku, jak v původních místech, tak v muzejních sbírkách. Obchodoval také se starými sochami, které z kostelů odvážel při instalaci svých nových oltářů. Například tři barokní sochy světců roku 1902 prodal do sbírek Národního muzea v Praze.
- oltář v hlavním kostele v Táboře
- oltář v kostele Narození Panny Marie v Písku
- oltář a socha sv. Heřmana Josefa v kostele sv. Norberta ve Střešovicích[14][15]
- oltář v kostele Nanebevzetí Panny Marie v Kutné Hoře[16]
- několik soch a oltář v kostele v Nové Včelnici[17]
- socha Panny Marie v kostele sv. Havla v Ratměřicích
- křížové cesty v Radvanicích a v kostele Povýšení sv. Kříže v Kosmonosech[18]
- boží hroby v kostele Proměnění Páně v Žihobcích a v Josefově[19]
- oltáře v kapli Nanebevzetí Panny Marie v Dřízně u Přepych
- oltář v kostele svatého Zikmunda v Sopotnici[8]
- betlém v kostele Panny Marie pod řetězem v Praze
- renovace oltáře, kazatelny a výroba lavic v kostele Všech svatých v Přeskačích[20]
- oltář hřbitovní kaple v Buděticích[21]
- oltář se sochami v kostele sv. Jana Křtitele ve Svratce[22]
- oltář kostel sv. Jana Křtitele v Chudenicích[23]
- oltář v kostele v Bohdaneči[24]
- oltář v chrámu sv. Františka řádu křižovníků s červenou hvězdou v Praze[25]

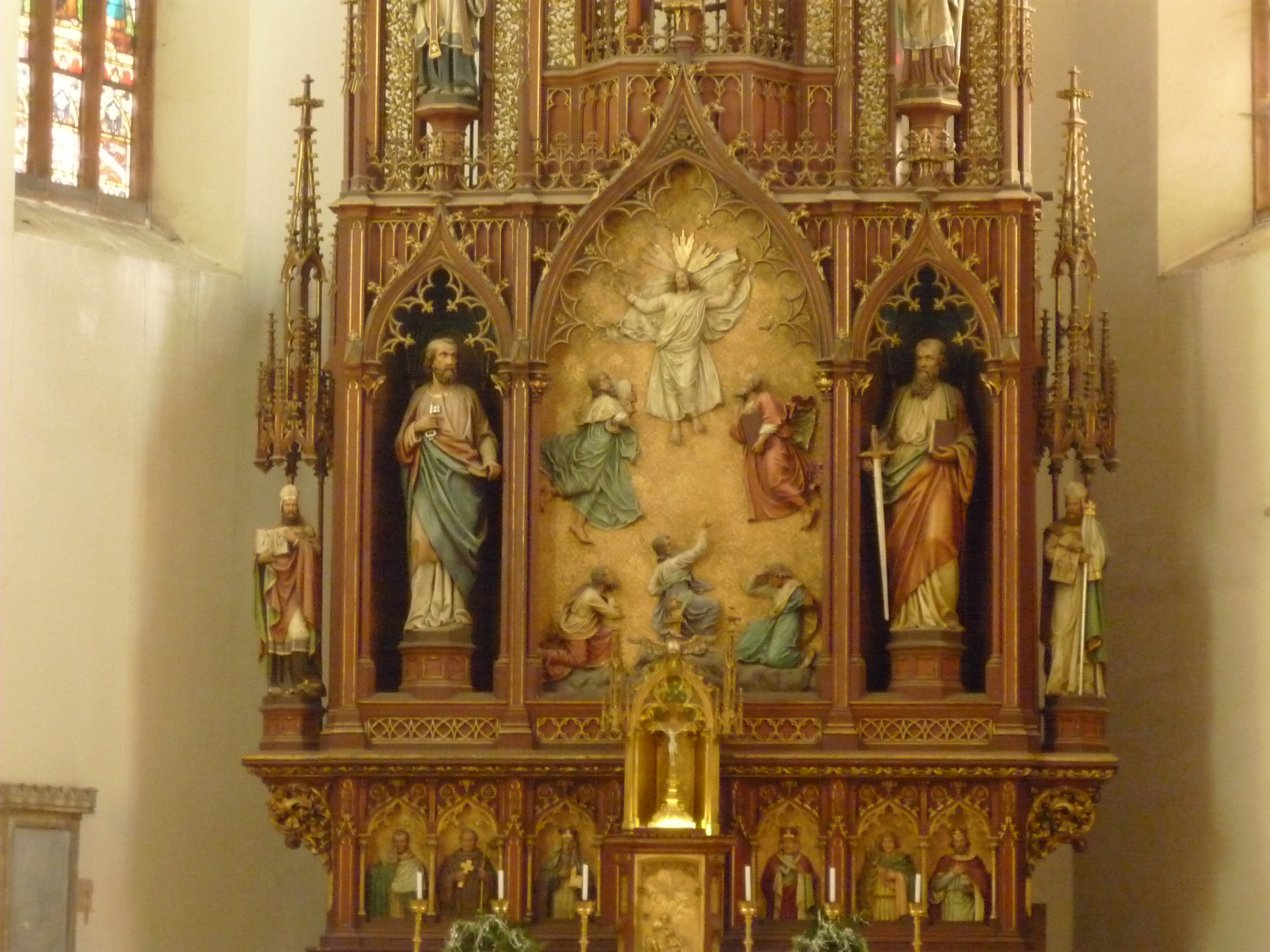
Táborský oltář
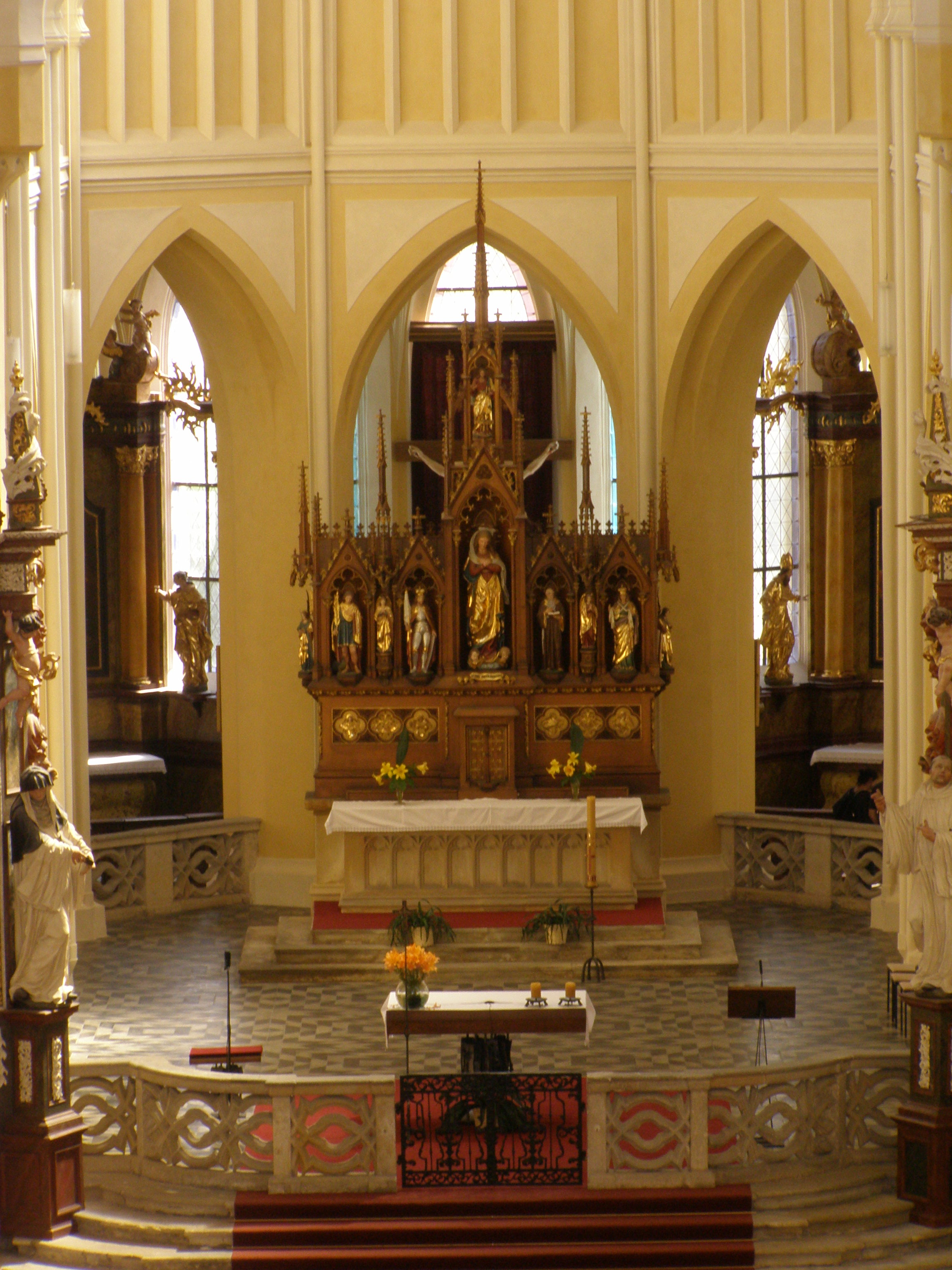
Oltář v Kutné Hoře
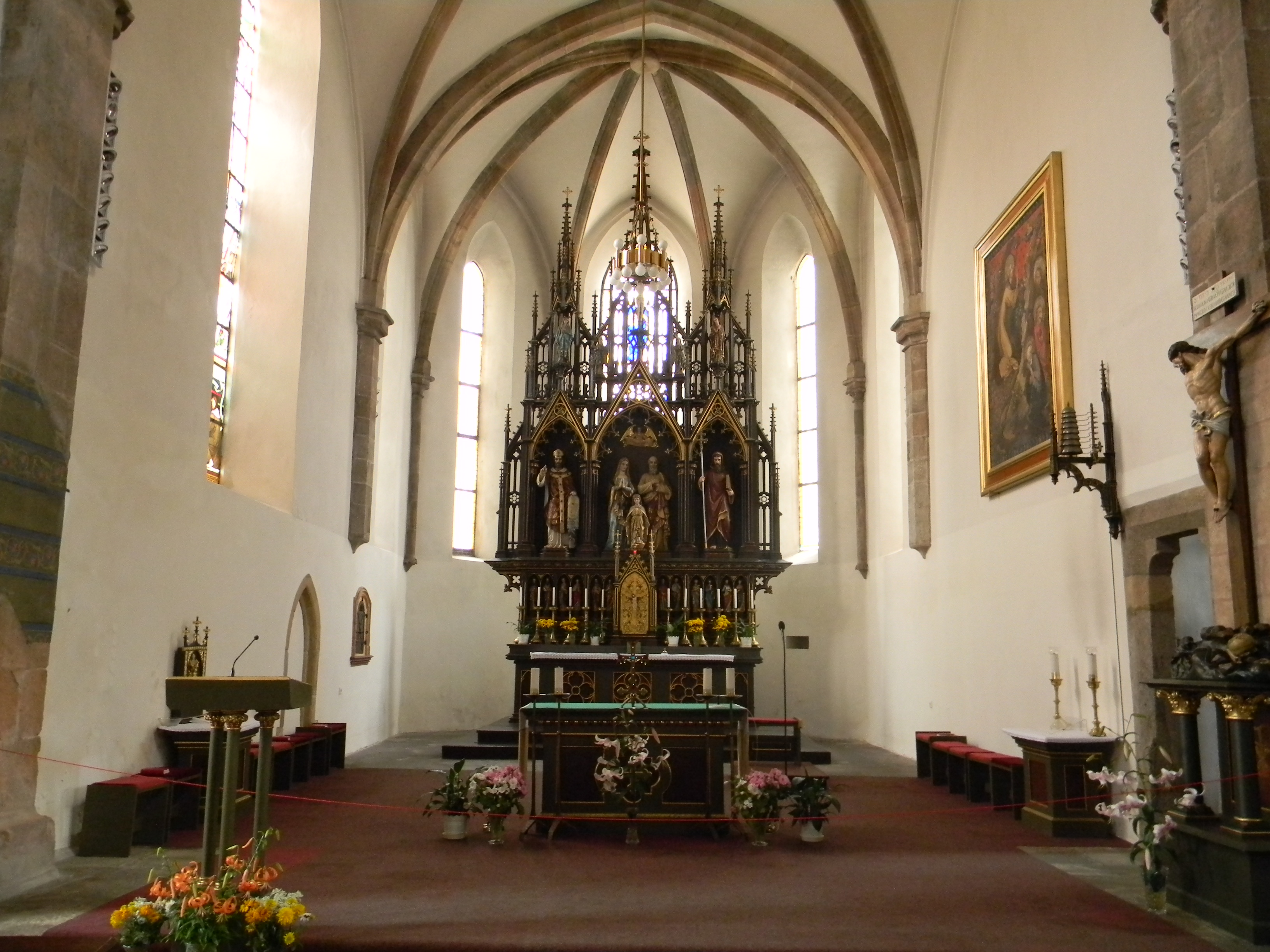
Oltář v Písku
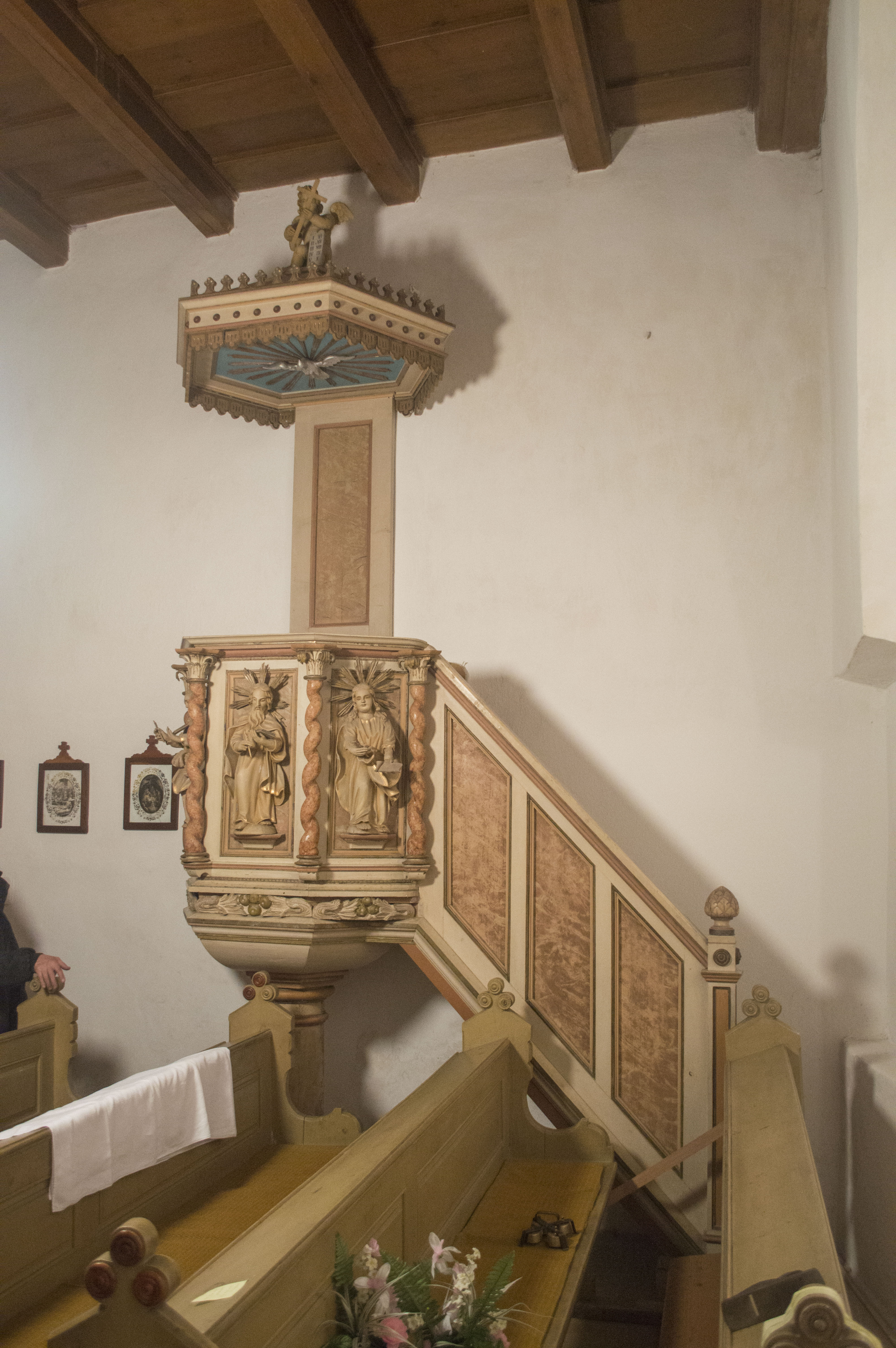
Lavice a renovovaná kazatelna v Přeskačích